# Шеппард, Гордон
Гордон Шеппард (англ.  Gordon Sheppard; 9 апреля 1937, Монреаль, Квебек, Канада — 19 февраля 2006, Монреаль) — канадский писатель, кинорежиссёр, сценарист, продюсер.

## Биография
Отец Гордона после Второй мировой войны стал президентом "IBM Canada". Шеппард получил степень бакалавра гуманитарных наук в области политологии и экономики в Университете Торонто в 1957 году, а затем провел три года изучения истории в Оксфордском университете, где получил степень магистра.
Гордон Шеппард — автор книги «Юбер Акен!: Загадочное самоубийство» (англ.  „HA!: A Self-Murder Mystery“) (2003, ISBN 0-7735-3100-9). В этой книге он повествовал о жизни своего друга — писателя Юбера Акена, покончившего с жизнью самоубийством в 1977 году.
В 1963 году Шеппард совместно с Ричардом Бэллентаймом (англ. Richard Ballentine) режиссировал и продюсировал короткометражный документальный фильм "The Most" о жизни основателя и шеф-редактора журнала "Playboy" Хью Хефнере. Фильм стал победителем на Международном кинофестивале в Мельбурне в категории «Лучший короткометражный фильм».
В 1975 Шеппард стал сценаристом, режиссёром и продюсером художественного фильма «Гороскоп Элизы», главную роль в котором сыграл Томми Ли Джонс.
19 февраля 2006 года Шеппард скончался от рака. Канадский журналист и кинорежиссёр Франсин Пеллетье сняла последние несколько месяцев жизни Шеппарда и его похороны. Эти материалы она планирует включить в документальный фильм о Гордоне Шеппарде.

### Личная жизнь
Гордон Шеппард был женат. Супруга — Marguerite Corriveau. У них в 1989 году родилась дочь.

## Фильмография
| Год  |   | Русское название | Оригинальное название | Роль                          |
| ---- | - | ---------------- | --------------------- | ----------------------------- |
| 1963 | ф | The Most         | The Most              | режиссёр, продюсер            |
| 1975 | ф | Гороскоп Элизы   | Eliza's Horoscope     | режиссёр, сценарист, продюсер |